# Marilyn Hassett
Marilyn Hassett (* 17. Dezember 1947 in Los Angeles, Kalifornien) ist eine US-amerikanische Schauspielerin.

## Leben

### Anfänge und Durchbruch
Marilyn Hassett startete ihre Karriere mit Fernsehwerbespots und Auftritten im lokalen Theater. Die Schauspielstudentin der California State University feierte 1969 ihr Spielfilmdebüt mit einer Statistenrolle in Sydney Pollacks preisgekröntem Drama Nur Pferden gibt man den Gnadenschuß. Danach erschien Hassett im Fernsehen in diversen Kleinst- oder Nebenrollen und bestritt ihren Lebensunterhalt nebenher mit Gelegenheitsjobs als Bankangestellte, Taxifahrerin oder Fotografin für Musikalben.
Der Durchbruch als Schauspielerin stellte sich Mitte der 1970er Jahre ein, als sich Hassett bei den Vorsprechen zu Larry Peerces Kinoproduktion Die Kehrseite der Medaille (1975) die weibliche Hauptrolle gegen hunderte weiterer Kandidatinnen sichern konnte. Die Filmbiografie basiert auf dem 1966 erschienenen Buch A Long Way Up von E. G. Valens und zeichnet den Lebensweg der Skirennläuferin Jill Kinmont nach. Die 18-jährige Kalifornierin hatte 1955 als sichere Kandidatin für das amerikanische Olympia-Ski-Team gegolten, ehe sie durch einen schweren Rennunfall eine Querschnittlähmung bekam. 1969 war die 1,70 m große Schauspielerin beim Dreh zu einem Werbespot durch einen Elefanten schwer verletzt worden und hatte fünf Monate im Rollstuhl und im Bett zugebracht.
Die Kehrseite der Medaille, mit Beau Bridges als männlichen Gegenpart, stand in der Gunst der Kritiker, die Larry Peerces Film als „gefühlvolles Plädoyer für optimistische Lebensbewältigung“ bewerteten. Allgemein hervorgehoben wurde besonders die Darstellung der noch unbekannten Marilyn Hasset, von Filmkritiker Vincent Canby in der New York Times als „außerordentlich schöne, tüchtige Schauspielerin“ gelobt. Hassett wurde daraufhin 1976 bei den Golden Globe Awards die seltene Ehre einer Doppelnominierung zuteil. Nominiert neben so bekannten Berufskolleginnen wie Faye Dunaway (Die drei Tage des Condor) oder Glenda Jackson (Hedda Gabler) hatte sie in der Kategorie Beste Hauptdarstellerin – Drama gegenüber der späteren Oscar-Preisträgerin Louise Fletcher (Einer flog über das Kuckucksnest) das Nachsehen. Bei der Vergabe des Preises für die Beste Nachwuchsdarstellerin setzte sich Hassett schließlich gegen unter anderem Stockard Channing (Mitgiftjäger) und die ebenfalls später für den Oscar nominierten Ronee Blakley und Lily Tomlin (jeweils nominiert für Robert Altmans Film Nashville) durch.

### Ausklang der Filmkarriere
Trotz des Erfolgs von Die Kehrseite der Medaille galt Hassetts Porträt der Jill Kinmont als zu „speziell“, um weitere Rollenangebote von Regisseuren und Produzenten folgen zu lassen. Nach der weiblichen Hauptrolle in George McCowans Abenteuerfilm Shadow of the Hawk (1976) neben Jan-Michael Vincent setzte Larry Peerce seinen Schützling in seinen folgenden drei Filmprojekten in Szene. In dem Katastrophenfilm Zwei Minuten Warnung (1976) waren Charlton Heston, John Cassavetes, Martin Balsam und erneut Beau Bridges ihre Filmpartner, während Hassett in The Other Side of the Mountain Part II (1978) erneut die Jill Kinmont spielte. Gespaltene Kritikermeinungen brachten ihr auch Peerces Verfilmung von Sylvia Plaths einzigen, semi-autobiographisch gefärbten Roman Die Glasglocke, The Bell Jar (1979), ein. Hier war Hassett in der Hauptrolle der Esther Greenwood zu sehen, einer College-Studentin die ein Praktikum bei einem Frauenmagazin in Manhattan absolviert und dabei in eine psychologische Krise gerät, die durch ihr Umfeld verstärkt wird. Während das amerikanische Wochenmagazin Newsweek die „feingezeichnete puritanische Schönheit“ der Hauptdarstellerin mit der Romanautorin verglich und ein „fehlerfreies, starkes Spiel“ in einem sonst vom Stil her erstickend konventionellen Film assistierte, bewertete die Filmkritikerin Janet Maslin (New York Times) Hassett als fehlplatziert, „nicht überzeugend“ und „unsympathisch“.
Mit The Bell Jar endete die Zusammenarbeit mit Regisseur Larry Peerce, mit dem Hassett auch eine Zeit lang verheiratet war. Die Schauspielerin konnte daraufhin nicht mehr an den vorangegangenen Erfolg anknüpfen. Sie war ab Anfang der 1980er Jahre nur noch sporadisch mit Nebenrollen in Film- und Fernsehproduktionen vertreten, darunter Thomas A. Cohens Actionfilm The Day Before – Der Anfang vom Ende (1984), J. Lee Thompsons Kriminalfilm Das Gesetz ist der Tod (1988) oder mehreren Gastauftritten in der bekannten Fernsehserie Mord ist ihr Hobby. Hassetts Filmkarriere klang Anfang der 1990er Jahre unter der Regie von Paul Leder aus, der sie in seinen Werken Body Count (1987), Exiled in America (1990) und Twenty Dollar Star (1991) eingesetzt hatte.

## Filmografie (Auswahl)
- 1970: Quarantined
- 1975: Die Kehrseite der Medaille (The Other Side of the Mountain)
- 1976: Shadow of the Hawk
- 1976: Zwei Minuten Warnung (Two-Minute Warning)
- 1978: The Other Side of the Mountain Part II
- 1979: The Bell Jar
- 1984: The Day Before – Der Anfang vom Ende (Massive Retaliation)
- 1987: Body Count
- 1984–1988: Mord ist ihr Hobby (Murder, She Wrote, Fernsehserie; Episode: Deadly Lady, 1984; Witness for the Defense, 1987; Deadpan, 1988)
- 1988: Das Gesetz ist der Tod (Messenger of Death)
- 1989: Rock-A-Die Baby
- 1990: Exiled in America
- 1991: Twenty Dollar Star
- 1992: Inside Out III
- 2008: Bad High (Kurzfilm)

## Auszeichnungen
- 1976: Golden Globe Award für Die Kehrseite der Medaille (Beste Nachwuchsdarstellerin), eine weitere Nominierung (Beste Hauptdarstellerin – Drama)